# Ampelophilus truncatus
Ampelophilus truncatus är en insektsart som först beskrevs av Rehn, J.A.G. 1905.  Ampelophilus truncatus ingår i släktet Ampelophilus och familjen gräshoppor. Inga underarter finns listade i Catalogue of Life.